# Збагачення харчових продуктів
Збагачення харчових продуктів — додавання мікронутрієнтів (необхідних мікроелементів і вітамінів) до харчових продуктів. Збагачення (enrichment) означає саме відновлення поживних речовин, втрачених під час обробки продуктів, тоді як фортифікація (fortification) включає додавання поживних речовин, які природно не містяться в продукті. Виробники харчових продуктів і уряди застосовують ці практики з 1920-х років, щоб запобігати дефіциту поживних речовин у населення. Типові дефіцити мікронутрієнтів у певному регіоні часто пов'язані з місцевими ґрунтовими умовами або обмеженням у споживанні основних продуктів харчування. Додавання мікронутрієнтів до основних продуктів і приправ може запобігти масовим захворюванням, пов'язаним із дефіцитом поживних речовин.
Всесвітня організація охорони здоров'я (ВООЗ) та Продовольча і сільськогосподарська організація ООН (ФАО) визначили фортифікацію харчових продуктів як другу з чотирьох стратегій для зменшення поширеності дефіциту поживних речовин на глобальному рівні. Як зазначає ФАО, найчастіше фортифікують зернові та продукти на їх основі; молоко й молочні продукти; жири та олії; додаткові харчові продукти; чай та інші напої; а також дитячі суміші. За оцінками, недоїдання та дефіцит поживних речовин щороку призводять до смерті від 3 до 5 мільйонів людей у всьому світі.

## Типи фортифікації
Фортифікація харчових продуктів реалізується у двох основних формах: повернення втрачених поживних речовин та додавання нових. Під час обробки зерна борошно втрачає частину своєї поживної цінності; до збагаченого борошна знову додають залізо, фолієву кислоту, ніацин, рибофлавін і тіамін. Водночас до інших харчових продуктів додають мікронутрієнти, яких у них природно не міститься. Наприклад, апельсиновий сік часто продається з додаванням кальцію.
Фортифікацію також класифікують за етапом, на якому відбувається додавання поживних речовин:
- Комерційна та промислова фортифікація (пшеничне борошно, кукурудзяне борошно, кулінарні олії)
- Біофортифікація (виведення сортів культур із підвищеним вмістом поживних речовин, що включає як традиційне селекційне схрещування, так і генну інженерію)
- Домашня фортифікація (наприклад, краплі з вітаміном D)

## Обґрунтування
Мікронутрієнти відіграють важливу роль у розвитку та зростанні організму. Їхній дефіцит може спричинити порушення розвитку або навіть захворювання.
ВООЗ і ФАО, а також багато національних організацій визнали, що понад 2 мільярди людей у світі мають різні мікронутрієнтні дефіцити. У 1992 році 159 країн на Міжнародній конференції з питань харчування (ФАО/ВООЗ) зобов'язалися вжити заходів для боротьби з цими проблемами, наголосивши на важливості зменшення кількості людей із дефіцитом йоду, вітаміну A та заліза. Важливим статистичним чинником, що сприяв цьому, стало усвідомлення, що приблизно кожна третя людина у світі має ризик дефіциту йоду, вітаміну A або заліза. Хоча визнається, що лише фортифікація не зможе повністю подолати ці дефіцити, вона є важливим кроком до зменшення їх поширеності та пов'язаних із ними проблем зі здоров'ям.
У Канаді Правила щодо харчових продуктів і медикаментів визначають конкретні підстави для збагачення продуктів:
- Відновлення поживних речовин, втрачених у процесі виробництва продукту (наприклад, під час виробництва борошна)
- Застосування як заходу охорони громадського здоров'я
- Забезпечення поживної еквівалентності замінників продуктів (наприклад, щоб вершкове масло і маргарин або соєве і коров'яче молоко мали подібний склад)
- Забезпечення належного вмісту вітамінів і мінералів у продуктах, призначених для спеціального дієтичного харчування (наприклад, безглютенових, з низьким вмістом натрію тощо)

Існує також низка переваг використання фортифікації для подолання мікронутрієнтних дефіцитів у порівнянні з іншими методами. Зокрема: не потребує зміни харчових звичок населення, забезпечує безперервне надходження поживних речовин, не вимагає індивідуального дотримання режиму, а також дає змогу ефективніше підтримувати запаси поживних речовин за умови регулярного споживання.

### Світ
Наступні підрозділи описують фортифікаційні практики в деяких країнах світу. Більш повну картину подає онлайн-платформа Global Fortification Data Exchange. Вона відображає, які з 197 країн світу мають обов'язкову або добровільну політику з фортифікації продуктів у своїх наборах даних та профілях країн.
Цей сайт підтримується ініціативою Food Fortification Initiative, організацією GAIN, Iodine Global Network та Micronutrient Forum.

### Аргентина
В Аргентині, згідно із законом (Закон № 25.630 від 2002 року), пшеничне борошно обов'язково має бути збагачене залізом, тіаміном (вітамін B1), рибофлавіном (B2), ніацином (B3) та фолієвою кислотою (B9).

### Колумбія
У Колумбії закон вимагає, щоб пшеничне борошно збагачувалося вітаміном B1, вітаміном B2, ніацином (B3), фолієвою кислотою (B9) і залізом (Декрет № 1944 від 1996 року).

### Сальвадор,Гватемала,ГондурасіНікарагуа
Ці чотири країни, відомі також як С-4, законодавчо зобов'язують збагачувати пшеничне борошно вітамінами B1, B2, B3, B9 і залізом.

### Філіппіни
Філіппінське законодавство щодо фортифікації харчових продуктів має два компоненти: обов'язковий (що охоплює окремі основні продукти) та добровільний (у межах програми Sangkap Pinoy). Останній піддавався критиці через те, що охоплює лише продукти з низькою поживною цінністю, зокрема фастфуд, що дозволяє продавати їх у школах.

### Велика Британія
Згідно з британським законодавством (Регламент щодо хліба і борошна 1998 року), усе борошно (за винятком цільнозернового та деяких видів борошна з розпушувачами) має збагачуватись кальцієм. Пшеничне борошно також має бути збагачене залізом, тіаміном (вітамін B1) і вітаміном B3.

### США
У 1920-х роках у США з'явилася стратегія фортифікації харчових продуктів з метою усунення та запобігання дефіциту мікронутрієнтів у раціоні населення. У 1930–1940-х роках було виявлено, що дефіцит мікронутрієнтів часто пов'язаний із конкретними захворюваннями та синдромами. Внаслідок цього Комітет з питань харчування рекомендував додавати мікронутрієнти до борошна.
У 1980 році Адміністрація з контролю за продуктами і ліками США (FDA) впровадила Політику фортифікації харчових продуктів, що включала шість основних правил. Окрім встановлення норм безпеки фортифікації, ця політика визначала, що додаткові мікронутрієнти мають додаватися лише у випадках, коли їхній дефіцит є загальнонаціональною проблемою, а обрані для збагачення продукти повинні споживатися достатньою часткою населення, щоб це мало вплив. Також наголошувалося на важливості клінічних даних, на відміну від попередніх підходів, які ґрунтувались лише на харчових даних.
Закон про фермерство 2002 року (P.L. 107—171, розділ 3013) зобов'язує Адміністратора USAID, у співпраці з Міністерством сільського господарства, створити програми з фортифікації мікронутрієнтами у межах програми продовольчої допомоги P.L. 480. Розділ 3013 замінює аналогічну пілотну програму, що діяла відповідно до Закону про фермерство 1996 року (P.L. 104—127, розділ 415). У межах цієї ініціативи зернові та інші продукти, які постачаються країнам-учасникам, збагачуються мікронутрієнтами (наприклад, залізом, вітаміном A, йодом і фолієвою кислотою).

## Критика
Окрім критики щодо обов'язкової фортифікації, харчові компанії також зазнавали осуду за безсистемне збагачення продуктів із маркетинговою метою. Побоювання щодо безпеки харчових продуктів призвели до ухвалення у Данії у 2004 році законодавства, яке обмежує вміст додаткових вітамінів або мінералів у продуктах харчування. Забороненими стали такі продукти, як Rice Krispies, Shreddies, Horlicks, Ovaltine та Marmite.

## Обмежене засвоєння
Одним із чинників, що обмежує ефективність фортифікації харчових продуктів, є те, що ізольовані поживні речовини, додані до переробленої їжі, з якої було видалено багато природних компонентів, не завжди мають таку саму біодоступність, як у первинному, цільному продукті. Наприклад, знежирене молоко, з якого видалено жир, а потім повернено вітаміни A та D. Обидва ці вітаміни є жиророзчинними і не розчиняються у воді, тож споживання знежиреного молока без жирів може призводити до меншого засвоєння цих вітамінів порівняно з вживанням цільного молока. Водночас деякі збагачувальні речовини можуть мати вищу біодоступність, ніж у природному вигляді — прикладом є фолієва кислота, яка ефективніше підвищує рівень фолатів у раціоні.
Фітонутрієнти, такі як фітинова кислота, що міститься в зернових культурах, також можуть впливати на засвоєння поживних речовин, обмежуючи біодоступність як природних, так і доданих мікронутрієнтів, що знижує ефективність програм фортифікації.

## Різні форми мікронутрієнтів
Існує занепокоєння щодо того, що мікронутрієнти юридично визначені таким чином, що не розрізняються їхні різні форми, а збагачені продукти часто мають таке співвідношення поживних речовин, яке не трапляється в природі. Наприклад, у США продукти збагачуються фолієвою кислотою, яка є лише однією з багатьох природних форм фолатів і становить лише незначну частку фолатів у натуральних продуктах. У багатьох випадках, зокрема щодо фолатів, залишається відкритим питання, чи існують реальні переваги або ризики від вживання саме фолієвої кислоти у цій формі[джерело?].
У багатьох випадках мікронутрієнти, що додаються до продуктів при фортифікації, є синтетичними[джерело?].
Певні форми мікронутрієнтів можуть бути токсичними у високих дозах, навіть якщо інші форми тієї ж речовини є безпечними у тій самій або навіть набагато вищій дозі. Існують приклади такої токсичності як у синтетичних, так і в природних формах вітамінів. Наприклад, ретинол — активна форма вітаміну А — є токсичним у значно нижчій дозі, ніж інші форми, такі як бета-каротин. Менадіон — синтетична форма вітаміну K, яку поступово виводять з обігу — також вважається токсичною[джерело?].

## Приклади фортифікації в харчових продуктах
У багатьох країнах світу харчові продукти та напої підлягали фортифікації — як на добровільній основі за ініціативою виробників, так і відповідно до законодавства. Хоча дехто може сприймати таке додавання як маркетингову стратегію, насправді фортифікація вимагає ретельної підготовки. Перед тим як збагачувати продукт, необхідно довести, що додавання певного вітаміну або мінералу є корисним для здоров'я, безпечним і ефективним способом доставки поживної речовини. Крім того, фортифікація має відповідати чинним вимогам до харчових продуктів і маркування, а також відповідати науково обґрунтованій харчовій доцільності. З точки зору розробника продукту, також слід враховувати витрати на впровадження змін і те, чи буде ринок, готовий підтримати цей продукт.
Ініціатива з харчової фортифікації (Food Fortification Initiative) публікує дані про всі країни, де реалізуються програми фортифікації, вказуючи, які мікронутрієнти додаються до яких продуктів та чи є програми обов'язковими або добровільними. Програми збагачення вітамінами охоплюють одну або кілька країн для таких речовин, як фолат, ніацин, рибофлавін, тіамін, вітаміни A, B6, B12, D і E. Програми збагачення мінералами включають кальцій, фтор, йод, залізо, селен і цинк. Станом на 21 грудня 2018 року, 81 країна вимагала обов'язкової фортифікації харчових продуктів одним або кількома вітамінами. Найчастіше збагачуваним вітаміном є фолат (у 62 країнах), а найпоширенішим продуктом фортифікації є пшеничне борошно (збагачене борошно).

### Приклади харчових продуктів та напоїв, що підлягають фортифікації

#### Йодована сіль
Йододефіцитні розлади (ЙДР) є основною причиною запобіжної розумової відсталості. Важкий дефіцит призводить до кретинізму, мертвонароджень і викиднів. Але навіть легкий дефіцит може суттєво вплинути на здатність до навчання в популяції. […] Сьогодні понад 1 мільярд людей у світі страждає від дефіциту йоду, і 38 мільйонів немовлят щороку народжуються без захисту від ушкодження мозку, спричиненого ЙДР.

— Кул Ґаутам, заступник виконавчого директора ЮНІСЕФ, жовтень 2007 року
Йодована сіль використовується у США ще з довоєнного періоду. У 1821 році було виявлено, що зоб можна лікувати за допомогою йодованої солі. Проте лише у 1916 році її використання почали досліджувати як профілактичний засіб проти зоба. До 1924 року йодована сіль стала широко доступною у США. На сьогодні рекомендована добова норма (RDA) для йоду в Канаді та США становить від 90 мкг/день для дітей (4–8 років) до 290 мкг/день для матерів, що годують грудьми[джерело?].
Хвороби, пов'язані з дефіцитом йоду: розумова відсталість, гіпотиреоз, зоб, а також ризик різних порушень росту та розвитку [потрібне медичне джерело].

#### Фолат
Фолат (як інгредієнт фортифікації — фолієва кислота) сприяє зниженню рівня гомоцистеїну в крові, утворенню еритроцитів, нормальному росту і поділу клітин, а також запобігає дефектам нервової трубки (ДНТ). У багатьох промислово розвинених країнах додавання фолієвої кислоти до борошна сприяло значному зниженню кількості випадків ДНТ у новонароджених. Два найпоширеніші типи ДНТ — спинна грижа та аненцефалія — вражають приблизно 2500–3000 немовлят щороку у США. За результатами досліджень, додавання фолієвої кислоти до раціону вагітних жінок знижує частоту вроджених дефектів нервової трубки на 72 %.

#### Ніацин
Ніацин (форма вітаміну B3) почали додавати до хліба у США з 1938 року (на добровільній основі), що суттєво знизило захворюваність на пелагру. Ця хвороба поширювалась серед бідного населення, раціон якого був переважно з кукурудзи. Хоча кукурудза і містить ніацин, у природному вигляді він є недоступним для засвоєння, якщо не проходить процес ніктамалізації (обробка лугом, традиційна для корінних народів Америки) [потрібне медичне джерело].
Симптоми пелагри — це так звані «три Д»: дерматит, деменція, діарея. Інші прояви включають судинні та шлунково-кишкові порушення. Найчастіші причини дефіциту ніацину: алкоголізм, анорексія, ВІЛ-інфекція, гастректомія, порушення всмоктування, певні онкологічні захворювання та методи їх лікування.

#### Вітамін D
Оскільки вітамін D є жиророзчинним, його не можна додавати до великої кількості харчових продуктів. Його зазвичай додають до маргарину, рослинних олій і молочних продуктів. У кінці XIX століття, після відкриття лікування цинги та бері-бері, вчені почали шукати засіб проти хвороби, яку згодом назвали рахітом. Було виявлено, що сонячне світло та риб'ячий жир ефективно лікують цей стан. Лише у 1930-х роках вітамін D був офіційно пов'язаний з лікуванням рахіту. Це відкриття сприяло фортифікації молока, маргарину та сніданкових пластівців у США та деяких європейських країнах (де згодом деякі з них заборонили практику через випадки передозування вітаміном D у новонароджених).
Дефіцит вітаміну D асоціюється з рахітом, остеопорозом, а також деякими видами раку (грудей, простати, товстої кишки, яєчників). Також встановлено зв'язок з підвищеним ризиком переломів, серцево-судинних захворювань, діабету 2 типу, автоімунних і інфекційних хвороб, астми та інших респіраторних порушень, інфаркту міокарда, гіпертонії, серцевої недостатності та периферичної судинної хвороби.

#### Фтор
Хоча фтор не є незамінним мінералом, він ефективний у профілактиці карієсу та підтриманні здоров'я зубів. У середині XX століття було виявлено, що в містах з високим рівнем фтору у водопостачанні мешканці мали як плямистість зубів, так і підвищену стійкість до карієсу. Це призвело до запровадження фторування водопостачання у безпечних кількостях (або зниження природного вмісту фтору), щоб зберегти захисні властивості, але уникнути флюорозу — стану, викликаного надлишком фтору.
Допустимий верхній рівень споживання фтору (UL) становить від 0,7 мг/день для немовлят віком 0–6 місяців до 10 мг/день для дорослих віком понад 19 років [потрібне джерело].